# Cenușa krematórium
A Cenușa krematórium (románul: Crematoriul Cenușa) egy nagy méretű funerális épület, amely Románia fővárosában, Bukarestben található, a Șerban Vodă sugárúton, a Tineretului park szomszédságában. 1928 és 1994 között Románia egyetlen ilyen létesítményeként üzemelt.

## Története
A 19. században megindult hamvasztást támogató mozgalmak eredményeként Európa különböző nagyvárosaiban sorra épültek fel a krematóriumok. Romániában 1923-ban alakult meg a  Cenușa (azaz Hamu) Társaság, amely tevékenységének köszönhetően 1925-ben megindult az első román krematórium építése a város déli részén, az ún. Cocioc-mocsárnál. A tervezései feladatokat Duiliu Marcu építész vezette, de 1926-tól Constantin Popescu is részt vett a munkálatokban. 1927-ben egy időre leálltak az építkezések, a krematóriumot azonban üzembe helyezték, és 1928. január 25-én el is hamvasztották a 40 éves Profira Fieraru háziasszony testét. 1931-ben újrakezdődtek az építési munkálatok Ioan Traianescu vezetésével. A krematórium 1934-ban lett teljes mértékben építészetileg kész.
A román ortodox egyház hevesen ellenezte a hamvasztást, mivel olyan pogány gyakorlatnak tekintették, amely ellentmond a halottkultusz keresztény tanításának. Megtagadtak minden vallási szolgálatot a hamvasztottaknak, és azokat a papokat, akik eltértek ettől a határozattól, kitagadták és bíróság elé állították. Így a halotti szertartásokat a hozzátartozók gramofonlemezekről játszották le.
Legendák szerint itt hamvasztották el Ion Antonescut és több más vasgárdistát, a kommunista időszakban pedig Ana Paukert. Számos kommunista vezér a Cenușát választotta hamvasztásának színhelyéül, és többen közülük ma is az épület kolumbáriumában vannak. Az 1989-es romániai forradalom kezdetekor 43 megölt forradalmárt szállítottak Temesvárról a Cenușa krematóriumba hamvasztásra (Operațiunea Trandafirul), a hamvakat pedig elszórták.
A Cenușa több mint 60 éven keresztül, a Vitan-Bârzești krematórium 1994-es felépültéig Románia egyedüli ilyen létesítménye volt. 2002-ben zárták be műszaki elavultságra és a szigorodó környezetvédelmi szabályokra hivatkozva. A román ortodox egyház tiltakozása ellenére működésének 76 éve alatt körülbelül 60 000 embert hamvasztott el.
2008-ban szóba került az épület lebontása, hogy itt építsék fel a „Román Nemzeti Pantheon” épületét, azonban erre végül nem került sor. Az épület az évtizedek alatt rendkívül leromlott állapotba került (az 1940-es és az 1977-es földrengések is megrongálták), felújítását 2011-ben körülbelül 1,16 millió euróra becsülték. A költségek viselését Bukarest vezetősége akkor elutasította. Az épület műemléki védelem alatt áll, felújítása azonban azóta sem kezdődött el.
Az épületen belül egyes helyeket napjainkban urnatárolóként lehet bérbe venni.

## Művészi kialakítása
Akárcsak más középületek, a krematóriumok is a második világháború előtti időkig jelentős építőművészeti alkotásokként készültek. Nem volt ez másként a Cenușa krematórium esetében sem. A létesítmény a két világháború közötti neoeklektikus építészet romániai kiemelkedő alkotása. A krematórium az eklektika történelmi stílusok kevert, vegyes felhasználási hagyományaihoz híven bizánci, szíriai és egyiptomi stíluselemeket tartalmaz. Hatalmas kupolája templomhoz teszi hasonlóvá. A fényképek tanúsága szerint belső díszítésében az egyszerűbb geometrikus formák, növényi indázatok és a halálra utaló fekete szín az uralkodó.
A főlépcső két szoboralakját, a „Fájdalom” és a „Remény” allegóriáját Ioan Iordănescu készítette 1930–1934-ben.
Az épületegyüttest műemlékként tartják nyilván B-II-a-A-21028 kód alatt.

## Képek

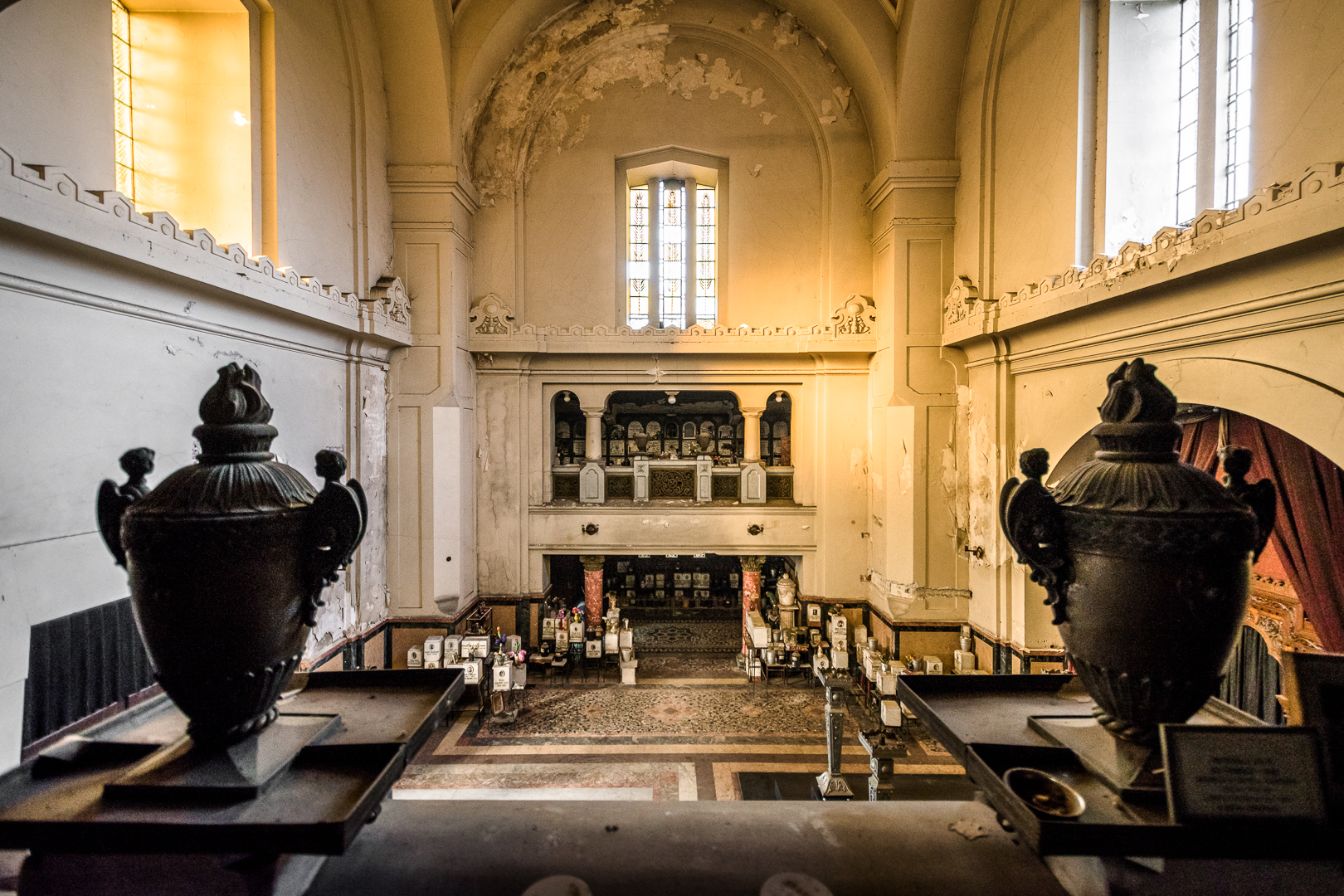
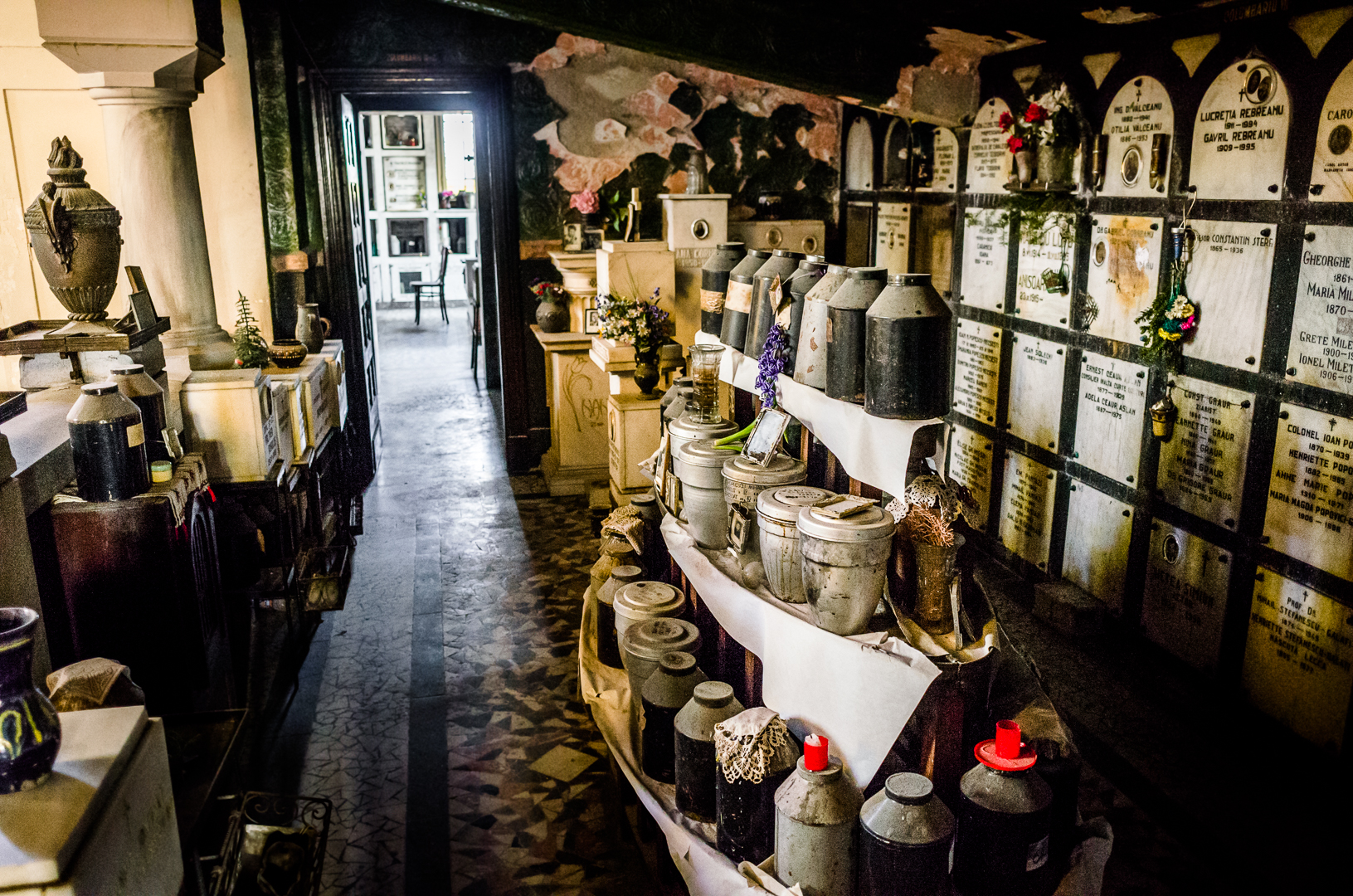
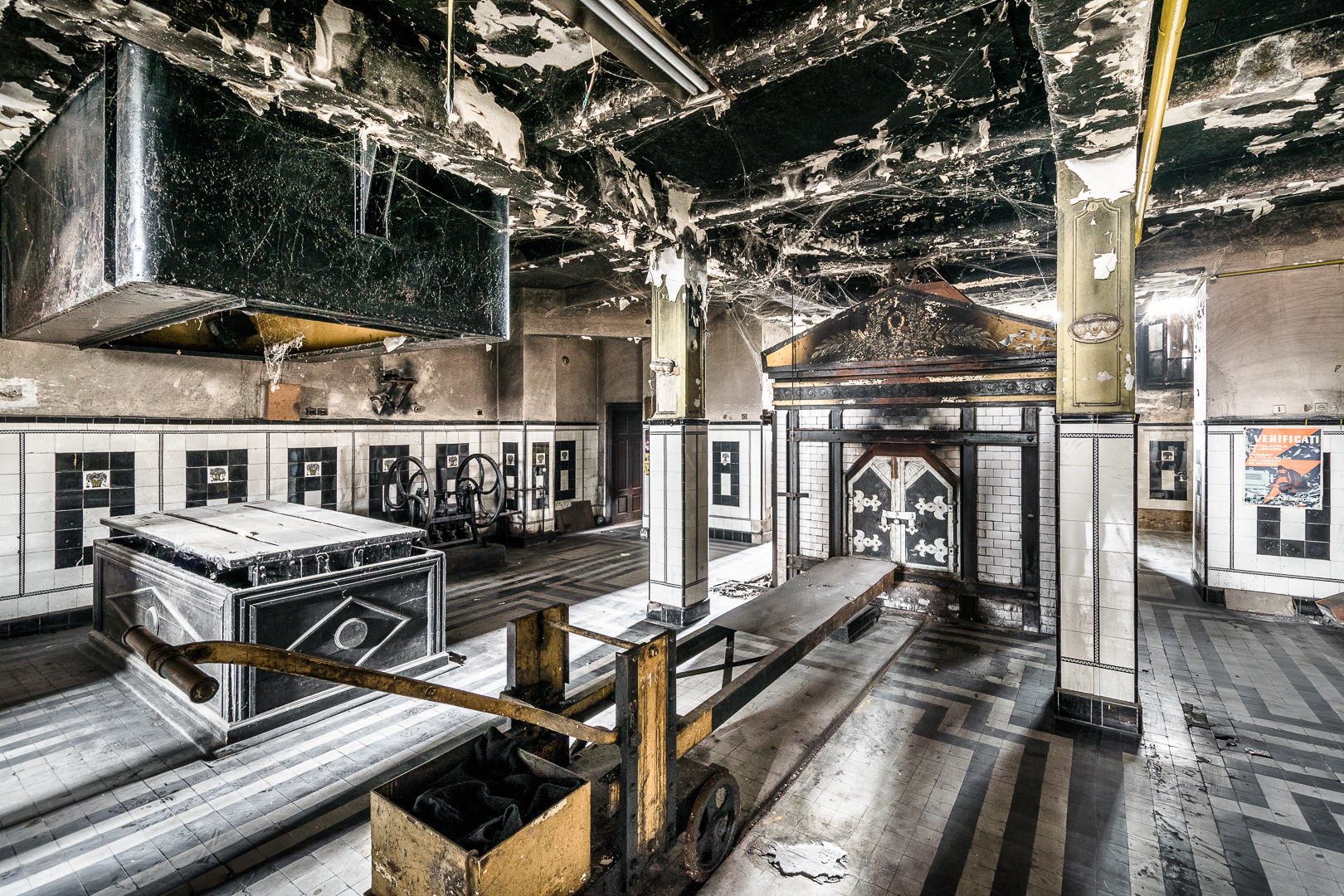
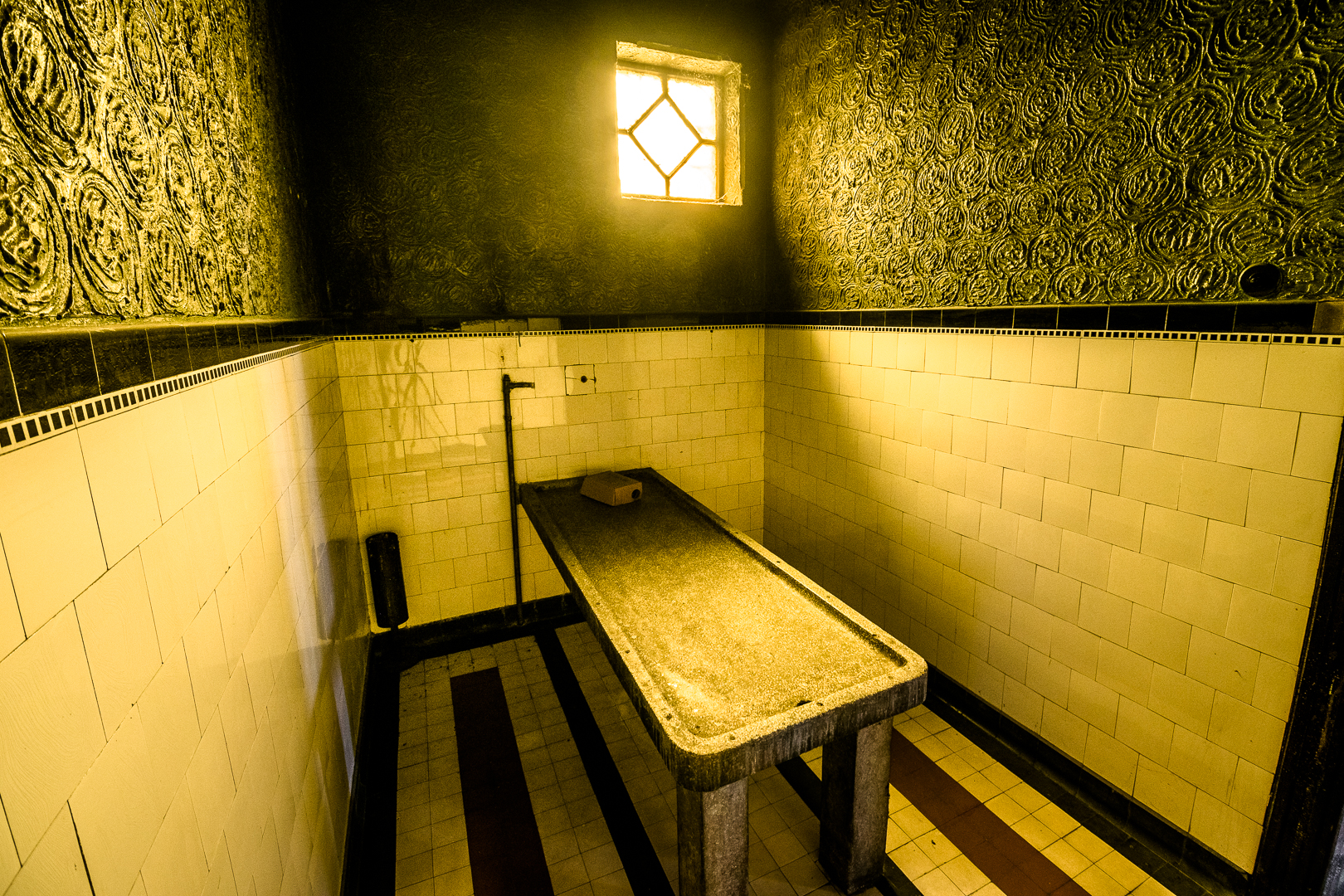
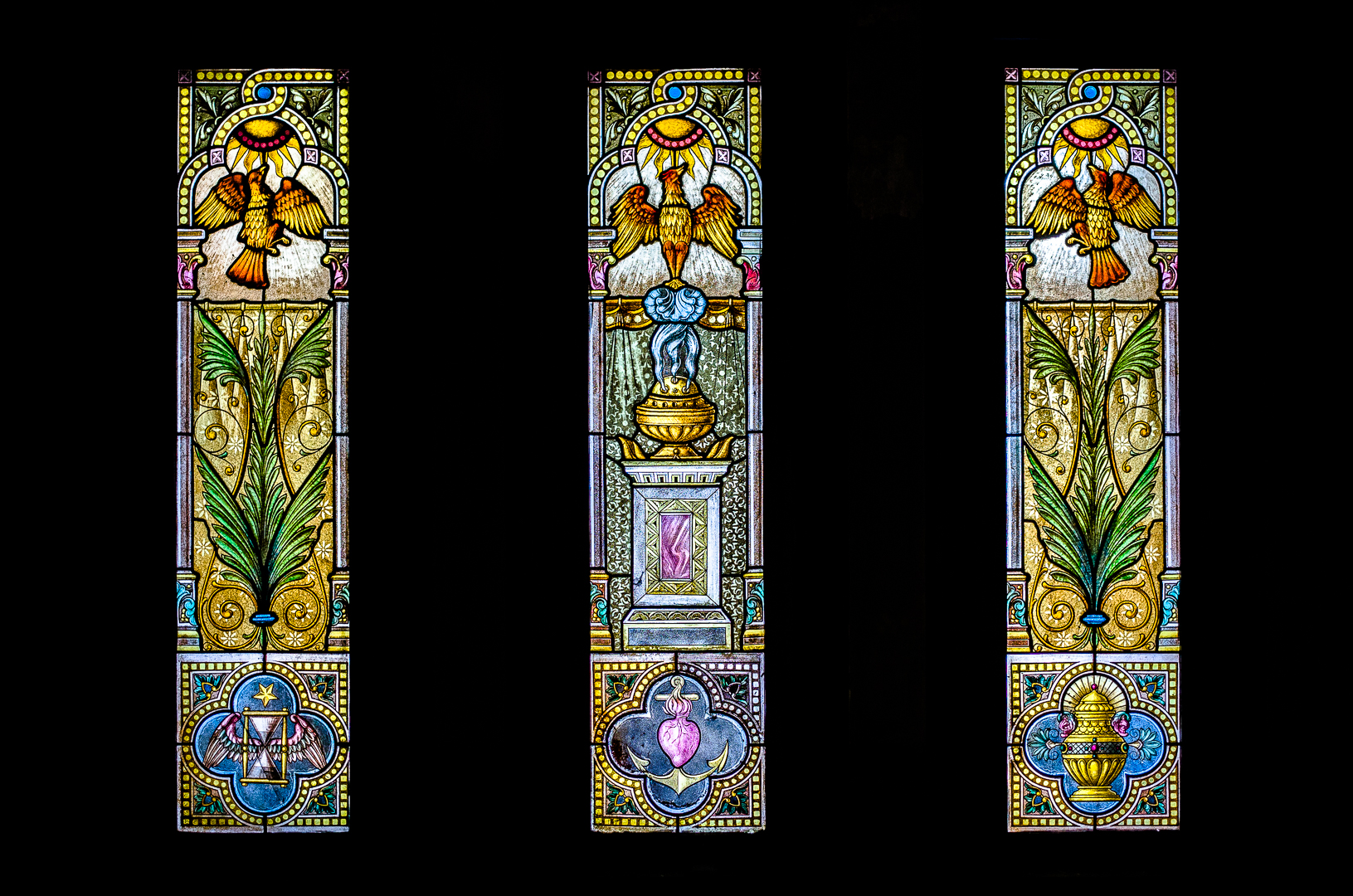

## Fordítás
Ez a szócikk részben vagy egészben  a   Crematoriul Cenușa című román Wikipédia-szócikk fordításán alapul.  Az eredeti cikk szerkesztőit annak laptörténete sorolja fel. Ez a jelzés csupán a megfogalmazás eredetét és a szerzői jogokat jelzi, nem szolgál a cikkben szereplő információk forrásmegjelöléseként.